# Adriano Visconti
Pour les articles homonymes, voir Visconti.
Adriano Visconti di Lampugnano (né le 11 novembre 1915 à Tripoli, en Libye italienne et mort le 29 avril 1945 à Milan) est un officier et pilote de chasse italien.

## Biographie
Adriano Visconti combattit lors de la Seconde Guerre mondiale au sein de la Regia Aeronautica puis de l'  Aeronautica Nazionale Repubblicana.